# Красний міст (Хорол)
Красний міст — бетонний міст через річку Лагодинку у місті Хорол (Полтавська область).

## Дещо про топоніми
У Хоролі для давньоруського періоду, як вважають окремі дослідники, характерними виявилися такі топоніми, як «Красна гірка» та «Красний міст».
Слово «красний» в ті часи означало не тільки колір, але і поняття «красивий». За словником В. Даля топонім «Красна гірка» означає «як красиву чи прекрасну місцевість, так і місце, де в Фомину неділю поминають батьків». Хорольський статист 19 сторіччя Т. Бридун вважав, що така «Назва «гірки» свідчила, що Хорол існував ще в язичницький період історії, коли Красна гора була для мешканців місцем весілля і охвірування».

## «Красний міст» у Хоролі
На сьогодні відомі Красні мости у Чернігові та Хоролі (інформації про інші Красні мости в Україні не знайдено). Як правило, Красні мости були пофарбовані у червоний колір, що і зумовлювало їх назву.
В «Толковом словаре» Володимира Даля пояснюється, що прикметник «красний» в давньоруські часи додатково мав значення «найкращий», в розумінні — «найважливіший». Ось як в ті часи виділялися найважливіші, з точки зору шанування, архітектурні елементи хати:
|  | „Красная изба — чистая, белая, т. е. с трубой, с изразчатою печью и красными косящатыми окнами и рамами (не волоковыми). Вообще, среднее из трех окон, называется красным, косящатым (сделанным из деревянных косяков). Красный угол в избе, передний, старший, где иконы и стол. Красный угол обычно обращен к юго-востоку; солнце утром входит в избу передними, красными окнами. Красная лавка, под окнами на улицу, под красным окном. Красное крыльцо, — переднее парадное, приемное. Оно строится с навесом и выходит на улицу”. |

Зазвичай, Красний ґанок також «дивився» на південь або на схід, туди, де вставало і піднімалося Красне сонце. На схід «дивився» і Красний міст. Можна зробити припущення, що Красний міст у давньому Хоролі був «парадним», тобто головним («в'їзним») мостом. Достовірність цього підтверджується офіційними історичними джерелами та картографічними матеріалами кінця 18 та 19 сторіч, коли через Хорол проходив транспортний і поштовий шлях з Лубен до Полтави. Зі сторони Лубен в місто в'їжджали по Лубенській дорозі, яка пізніше, в межах міста, була перейменована в Старо-Лубенську вулицю (нині вул. Благовіщенську і частково Глибокодолинську), потім повертали на Миргородську вулицю, і далі звертали або в центр міста або на Полтаву через с. Вишняки. В 19 ст. на в'їзді до міста знаходилася застава.
|  | „Майже біля Хорольської фортеці (на плані показані її залишки) в'їздна дорога перетинала річку Лагодинку (праву притоку р. Хорол). Зеленим кольором позначено р. Лагодинку (праву притоку р. Хоролу). Колись вона впадала в Хорол в межах міста. Потім, коли «північний» рукав Хоролу біля околиць міста зник, Лагодинка «знайшла» озеро Хороль і, підживлюючи його, знову-таки впала у сучасне русло р. Хорол. Тільки залишається незрозумілим, хто і чому перейменував р. Лагодинку в р. Рудку. Саме тут і знаходився Красний міст. На плані Хорола Красний міст ми позначили чорною крапкою, а відрізок поштового і транспортного шляху через місто — чорними стрілками. Поки що це був єдиний міст через річку Лагодинку в межах Хоролу. Пізніше, в 1856 р., після прокладання нової дороги на Лубни — Лубенської (нині Київська вул.), був збудований ще один міст через Лагодинку — Лубенський”. |

Оскільки Красний міст був важливим стратегічним об'єктом в мережі державних доріг, то на його ремонт і підтримку періодично виділялися кошти. Про це свідчать архівні матеріали, що зберігаються в ЦДІА Санкт-Петербурга, в Росії. Це:
1. Об исправлении мостов на реках Хороле и Лагодиной в г. Хороле Полтавской губернии. 1846 г. (Ф.1287, оп.39, ед.хр.285): Тут маються на увазі Красний міст та міст через р. Хорол по дорозі на с. Вишняки і далі на Полтаву.
2. О расходе на исправление Красного моста в г. Хороле Полтавской губернии. 1860 г. (Ф.1152, т.V, д. 186).
3. В «Отчете Хорольской Уездной Земской Управы за 1900 г.» повідомляється, що було закладено кошторис на «Ремонт плотины возле Красного моста по дороге из г. Хорола на с. Аврамовку».

Красний міст залишається головним, в'їзним у місто. Ще не так давно поручні мосту були пофарбовані червоним, щоб підкреслити його давню назву.